# 안젤라의 크리스마스 소원
《안젤라의 크리스마스 소원》(영어: Angela's Christmas Wish)는 2020년에 넷플릭스에서 공개한 미국의 영화이다.

## 캐스팅
- 루시 오코넬 : 안젤라 역